# Concepción de San Ramón
Concepción es un distrito del cantón de San Ramón, en la provincia de Alajuela, de Costa Rica.

## Geografía
Concepción cuenta con un área de 9,51 km² y una altitud media de 1155 m s. n. m.

## Demografía
Para el año 2022, Concepción cuenta con una población estimada de 3067 habitantes, y para el último censo efectuado, en 2011, Concepción contaba con una población de 2348 habitantes.

## Localidades
- Poblados: Cañuela, Concepción Arriba, Chaparral, Pérez.

## Transporte

### Carreteras
Al distrito lo atraviesan las siguientes rutas nacionales de carretera:
- Ruta nacional 704
- Ruta nacional 725